# 호남신학대학교
호남신학대학교(湖南神學大學校, Honam Theological University&Seminary)는 광주광역시 남구의 사립 대학이다.

## 연혁
1955년 미국 남장로교 한국선교회에 의해 호남지역의 농어촌 교회 교역자 양성을 위해 광주권에 개설된 호남성경학교는 농촌 교역자를 위한 고등교육 기관의 필요성에 따라 1961년 호남성경학교, 광주 야간 신학교, 그리고 순천 매산 신학교 등 세 학교가 통합되어 호남신학원으로 발전되었다. 그 후 1963년 호남신학교로 개칭되고, 1990년에는 4년제 대학, 1992년에는 대학교가 되었다. 1995년 교육부로부터 대학원, 신학대학원, 목회대학원, 1996년에는 교회음악대학원, 1999년에는 대학원 신학 박사과정과 기독교상담대학원 신설을 승인받았다. 1997년에는 교회음악과를 음악학과로 명칭을 바꾸었다. 교훈은 믿음, 배움, 섬김이다.

## 교육편제
2022년 기준, 호남신학대학교는 단과대학 설치 없이 신학과, 음악학과, 사회복지상담학과 등 3개 학과만 운영하고 있다.
대학원의 경우, 일반대학원과 신학대학원, 교회음악대학원, 상담대학원 등 3개의 특수대학원을 운영하고 있다.

## 캠퍼스 풍경

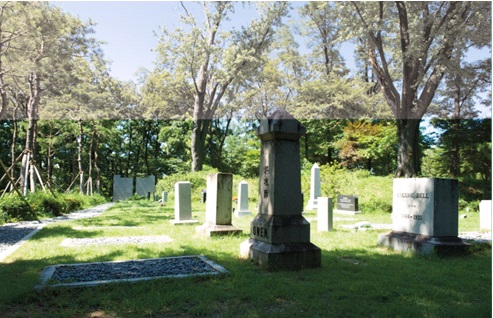
호남신학대학교 캠퍼스 내 선교사 묘역

호남신학대학교는 광주광역시의 사립 대학으로, 남구 양림동에 그 캠퍼스가 위치한다. 약 8개 동의 건축물이 위치하며, 캠퍼스 내 선교사 묘역이 위치한 것이 특징이다. 캠퍼스 근처에 광주사직공원과 광주기독병원 등이 위치하고 있다.